# Святослав Ольгович
Святосла́в О́льгович (хресне ім'я Мико́лай; ? — 15 лютого 1164) — руський князь з роду Ольговичів, династії Рюриковичів. Син чернігівського князя Олега Святославича. Князь новгородський (1136—1138, 1139—1141, 1142—1144), стародубський і білгородський (1141—1146), сіверський (1146—1157), чернігівський (1157—1164).
Один з найбільш активних князів, що врятував рід Ольговичів від загибелі під час усобиці 1146—1152 років. Батько Ігоря, героя «Слова о полку Ігоревім».

## Біографія
19 липня 1136 року став новгородським князем на запрошення місцевого боярства. Однак вже 17 квітня 1138 року боярська партія яка підтримувала Мономаховичів вигнала Святослава, а 25 грудня 1139 знову посадила його. У 1141 році йому прийшлось втікати у Київ до свого брата Всеволода, який на той час був великим князем київським. Святослав просив у нього Переяслав, але натомість отримав Новгород-Сіверський а також Білгород і Курськ в придачу.
На початку серпня 1146 Святослав Ольгович допомагав братові Ігорю утвердитись у Києві, уклав від його імені "ряд" із київським вічем, але через кілька днів, з огляду на загрозу з боку Ізяслава Мстиславича, подався за Дніпро. У війні за Київ між Ізяславом Мстиславичем та Юрієм Долгоруким (1146—1152) Святослав підтримував Юрія. У травні 1157, після смерті Юрія Долгорукого, новий великий князь київський, Ізяслав Давидович доручив Чернігів своєму небожу Святославу Всеволодовичу всупереч звичному на Русі родовому порядку спадкування, за яким Чернігів мав отримати Святослав Ольгович. Але Святослав Всеволодович незабаром був змушений віддати Чернігів Святославу Ольговичу, де той невдовзі і помер.

## Родина
- Дружини:

1107 — дочка половецького хана Аепи.
1136 — Катерина, дочка новгородського посадника Петрила.